# Hypoponera lotti
Hypoponera lotti es una especie de hormiga del género Hypoponera, subfamilia Ponerinae.